# Episodi di Detective Conan (ventottesima stagione)
Questa è una lista degli episodi della ventottesima stagione della serie anime Detective Conan.

## Lista episodi
| Nº  | Titolo italiano Giapponese 「Kanji」 - Rōmaji | In onda           | In onda |
| Nº  | Titolo italiano Giapponese 「Kanji」 - Rōmaji | Giapponese        |         |
| 898 | La torta sciolta! 「ケーキが溶けた！」 - Kēki ga toketa! | 7 aprile 2018     |         |
| 898 | Kogoro, Ran e Conan si recano al Poirot per fare colazione. Qui trovano Azusa e Amuro che stanno controllando le torte preparate il giorno prima. I dolci però sono tutti sciolti e non possono più essere venduti. I Giovani Detective prendono a cuore la situazione e decidono di indagare per scoprire se ci sia qualcuno che sta manomettendo di proposito il frigorifero dei dolci. Dopo qualche giorno di indagini Conan riesce a capire che la colpa è di un bollitore che utilizza la tecnologia IoT il quale, per colpa di un'interferenza, si attiva ogni qualvolta la radio di un taxi parcheggiato nei pressi del bar riceve una chiamata. Il vapore emesso dal bollitore viene convogliato nel frigorifero, sciogliendo irrimediabilmente i dolci. |                   |         |
| 899 | Il grido del vero colpevole 「真犯人の叫び声」 - Shinhan'nin no sakebigoe | 28 aprile 2018    |         |
| 899 | Una ragazza si reca da un'amica e la trova sul pavimento, ferita da una coltellata. La vittima le consiglia di scappare perché l'aggressore, ovvero il suo fidanzato, è ancora nella casa. Mentre corre per cercare aiuto, la ragazza si imbatte in Kogoro e Conan. Quando i tre rientrano nell'appartamento il corpo della donna non c'è più e sembra che sia stato portato via grazie a una valigia. Conan e Kogoro si recano quindi alla casa dell'aggressore e qui trovano il suo cadavere e un messaggio che fa pensare a un suicidio. |                   |         |
| 900 | Le verità svelate della stanza chiusa 「密室の謎解きショウ」 - Misshitsu no nazotoki shō | 5 maggio 2018     |         |
| 900 | Kogoro viene assoldato da un uomo per individuare chi lo ha aggredito. Conan addormenta Kogoro e risolve il caso. Si scopre però che le sei persone presenti fanno parte di una compagnia teatrale e Kogoro è stato protagonista di una candid camera. La situazione precipita quando la regista estrae una pistola e rivela di avere portato tutti in un luogo isolato perché vuole vendicarsi di Kogoro. Conan è preoccupato perché Kogoro è ancora sotto l'effetto dei narcotici e non può reagire. |                   |         |
| 901 | SOS dall'avvocatessa Kisaki (prima parte) 「妃弁護士SOS（前編）」 - Kisaki bengoshi esuōesu (zenpen) | 12 maggio 2018    |         |
| 901 | Eri viene aggredita e rapita da tre malviventi. A un certo punto Eri riesce a liberarsi, a colpire uno dei rapitori e a sottrargli il cellulare. Eri si nasconde e, visto che non può parlare, cerca di contattare Ran inviandole dei messaggi in chat. I malviventi però possiedono il cellulare di Eri e si intromettono nella conversazione per confondere Ran. A Ran tornano i sospetti che Conan possa essere in realtà Shinichi a causa delle ottime deduzioni che fa. |                   |         |
| 902 | SOS dall'avvocatessa Kisaki (seconda parte) 「妃弁護士SOS（後編）」 - Kisaki bengoshi esuōesu (kōhen) | 19 maggio 2018    |         |
| 902 | Eri riesce a restare nascosta, mentre prova a inviare messaggi in codice a Conan, Ran e Kogoro. Conan riesce a capire il luogo in cui è tenuta grazie a quello che vede e che sente. I tre traggono in salvo Eri. Ran riferisce a Conan dei suoi dubbi sulla sua vera identità e Conan smonta i suoi sospetti mostrandole il cellulare tramite il quale riproduce una registrazione fatta in precedenza con la voce di Shinichi, facendole credere che è in chiamata con lui. Eri e Goro si prendono per mano. |                   |         |
| 903 | Due sosia che non vanno d'accordo 「似た者同士が犬猿の仲」 - Nitamono dōshi ga ken'en no naka | 26 maggio 2018    |         |
| 903 | Kogoro, Ran e Conan sono al bar e notano due persone molto simili che stanno discutendo animatamente. Quando uno dei due si allontana, Conan si accorge che l'uomo ha preso per errore la tazza termica della persona con cui stava parlando e lo fa notare alla colui che è rimasto nel locale. |                   |         |
| 904 | Il risultato dell'estrazione 「相討ちの果て」 - Aiuchi no hate | 16 giugno 2018    |         |
| 904 | Mentre sta recuperando il pallone da calcio dal giardino di una villa, Genta nota un uomo svenuto all'interno dell'abitazione. Dopo avere suonato il campanello, che non sembra funzionare, una donna apre comunque la porta e Conan decide di irrompere per controllare la situazione. Nella stanza ci sono i cadaveri del proprietario di casa e di un dipendente della sua azienda. Uno sembra che sia stato colpito da un tagliacarte, mentre l'altro sembra che abbia sbattuto la testa sul bracciolo di un divano. La polizia sembra convinta che il dipendente abbia aggredito il suo capo per non avere rispettato la promessa di riassumerlo e quest'ultimo abbia reagito spingendo il suo assalitore. La donna afferma di non avere sentito nulla perché si trovava in un'altra zona della casa, ma Conan si accorge che ella ha indicato Genta come colui che si è recato per primo presso l'abitazione. Inoltre su una pianta è presente il bottone della camicia di una delle vittime, ma entrambe indossano un maglione. |                   |         |
| 905 | Una testimonianza oculare dopo sette anni (prima parte) 「七年後の目撃証言（前編）」 - Nana-nen-go no mokugeki shōgen (zenpen) | 23 giugno 2018    |         |
| 905 | Conan, Ran e Kogoro si recano in un albergo dove viene proposta una degustazione di birre. A questo evento, tenuto da un ex attore comico, partecipano altri tre ospiti della struttura: due uomini e una donna. Nell'albergo sono presenti anche la proprietaria, sua figlia e un cuoco tuttofare. La ragazzina ha alcuni attacchi di panico quando viene citato un vecchio programma televisivo di sette anni prima. La polizia rinviene il cadavere di un uomo nel lago a poca distanza dall'albergo e si scopre che è l'altro componente del duo comico di cui faceva parte l'esperto di birre. Poche ore dopo anche quest'ultimo viene ritrovato morto nella sua stanza, che però risulta essere chiusa dall'interno. |                   |         |
| 906 | Una testimonianza oculare dopo sette anni (seconda parte) 「七年後の目撃証言（後編）」 - Nana-nen-go no mokugeki shōgen (kōhen) | 30 giugno 2018    |         |
| 906 | Conan intuisce che la povera ragazzina aveva assistito a un omicidio quando era piccola e ne era rimasta traumatizzata. Durante le indagini si scopre anche che quasi tutti gli ospiti dell'albergo sono legati a quell'evento. Conan riesce a capire lo stratagemma che l'assassino ha utilizzato per fare sembrare che l'esperto di birre sia morto in un incidente. Nel frattempo la ragazza riacquista la memoria e riesce finalmente a fornire la testimonianza che inchioda definitivamente chi ha commesso il delitto. |                   |         |
| 907 | La guardia del corpo della J-League 「Jリーグの用心棒」 - J rīgu no yōjinbō | 14 luglio 2018    |         |
| 907 | I Giovani Detective, grazie a Kogoro, riescono ad avere un accesso privilegiato allo stadio. |                   |         |
| 908 | Un'amicizia spazzata via nel letto del fiume 「川床に流れた友情」 - Kawadoko ni nagareta yūjō | 21 luglio 2018    |         |
| 908 | Kogoro, Ran e Conan si recano in un ryokan e incontrano tre ragazze appassionate di fotografia digitale. Poco prima che venga servito il pranzo nel fiume che scorre a fianco dell'edificio, viene rinvenuto il cadavere di una delle avventrici. Conan si attiva immediatamente per cercare le prove dell'omicidio della ragazza. |                   |         |
| 909 | Il mistero della tenda ardente (prima parte) 「燃えるテントの怪（前編）」 - Moeru tento no kai (zenpen) | 28 luglio 2018    |         |
| 909 | Kuroda legge sul web la storia dell'assassinio in un hotel di 17 anni prima in cui i sospetti ricaddero su Asaka e la storia di Rumi che ha negato la fuga ad un golfista omicida. Shiratori suggerisce a Kuroda di passare le ferie in un campeggio in cui si recheranno anche i Giovani Detective accompagnati da Rumi. I Giovani Detective si recano dunque in campeggio con Rumi e qui i ragazzi incontrano un gruppo di giocatori di basket. Uno dei componenti della squadra litiga con i compagni e si rinchiude nella sua tenda. Al termine della cena Genta si accorge che la tenda dell'uomo ha preso fuoco. I Giovani Detective vanno a svegliare il suo vicino di tenda, che si scopre essere Kuroda che scambia subito degli sguardi penetranti con Rumi. Ai comincia a pensare che Rumi potrebbe essere cieca da un occhio e Conan ripensa che i tanti incidenti goffi causati da lei probabilmente sono dovuti a problemi di vista.                                                                                     |                   |         |
| 910 | Il mistero della tenda ardente (seconda parte) 「燃えるテントの怪（後編）」 - Moeru tento no kai (kōhen) | 4 agosto 2018     |         |
| 910 | Grazie a un suggerimento di Rumi, Conan riesce a capire che chi lo ha ucciso ha creato una sorta di timer per fare credere che la vittima fosse ancora sveglia. Con lo stesso meccanismo l'assassino ha potuto anche appiccare l'incendio. L'omicida prende in ostaggio Ayumi minacciando gli altri di ucciderla, ma Rumi gli si avvicina e con uno sguardo gelido lo esorta a lasciarla andare e con questa distrazione Kuroda riesce a disarmarlo. Conan accenna ad Ai i suoi sospetti nei confronti di Rumi, ma lei dice che l'insegnante le sta simpatica; poi Conan nota una sporgenza misteriosa in una tasca della donna. |                   |         |
| 911 | L'incarico da parte dell'ispettore Megure 「目暮警部からの依頼」 - Megure-keibu kara no irai | 1º settembre 2018 |         |
| 911 | Megure chiede l'aiuto di Kogoro per la risoluzione di un caso che sta mettendo in difficoltà la polizia. Un ragazzo è sospettato dell'assassinio di suo zio ma, poco prima di essere definitivamente imprigionato per l'omicidio, dichiara di avere un alibi. Egli infatti afferma di avere rapinato una signora in un luogo molto distante da quello dove è avvenuto il delitto; la donna conferma quanto indicato dal colpevole. Megure è sicuro che l'uomo stia mentendo, ma non riesce a trovare la prova del suo inganno. |                   |         |
| 912 | I Giovani Detective diventano modelli 「モデルになった探偵団」 - Moderu ni natta tanteidan | 8 settembre 2018  |         |
| 912 | La polizia contatta Conan per confermare l'alibi di uno dei sospettati dell'assassinio di un artista. Conan, assieme al resto dei Giovani Detective, era stato immortalato all'interno del dipinto che l'uomo stava realizzando sulle rive di un lago. Conan e i ragazzi indicano a Takagi il luogo dove è stato creato il quadro, ma durante il viaggio scoprono che il sospettato potrebbe avere mentito sulle tempistiche di rientro all'atelier. |                   |         |
| 913 | Conan è stato rapito (prima parte) 「連れ去られたコナン（前編）」 - Tsuresarareta Konan (zenpen) | 15 settembre 2018 |         |
| 913 | La polizia accerchia Takatori, un criminale, in un magazzino. La sera prima due uomini mascherati hanno rubato gioielli per trecento milioni di yen da una gioielleria a Beika. Conan addormenta Kogoro e comincia a spiegare il suo ragionamento, ma Takatori comincia a sparare e dopo essersi scontrato col bambino lo rapisce. |                   |         |
| 914 | Conan è stato rapito (seconda parte) 「連れ去られたコナン（後編）」 - Tsuresarareta Konan (kōhen) | 22 settembre 2018 |         |
| 914 | Takatori lancia Conan dalla macchina in corsa, il quale, dopo essere stato portato in ospedale, si dirige al bar Shingetsu per capire dove può essere andato l'uomo. Dopo avere trovato l'appartamento di Utsumi, al suo interno trova il cadavere del proprietario della gioielleria. |                   |         |
| 915 | La detective liceale Sonoko Suzuki 「JK探偵鈴木園子」 - JK tantei Suzuki Sonoko | 29 settembre 2018 |         |
| 915 | Mentre guarda le stelle cadenti al parco, Sonoko vede con il binocolo una mano che viene tenuta da un uomo in un'aiuola. Sonoko porta con sé Ran e Conan per investigare; l'aiuola si trova davanti allo studio Sasaki. Sonoko spiega così la situazione al direttore Hiroto e a Rika, sua assistente, ma le spiegano che probabilmente ha visto il braccio di un manichino. Dopo aver controllato sul tetto Ran e Conan si avviano verso casa, ma a Sonoko, rimasta da sola, viene in mente che non hanno controllato sul retro del tetto. Sonoko viene così accompagnata da Rika, che però la aggredisce per non farle trovare il corpo. Ran e Conan, attirati dall'urlo di Sonoko, riescono a salvarla e a fare arrestare Rika. |                   |         |
| 916 | Il torneo di kendo dell'amore e dei misteri (prima parte) 「恋と推理の剣道大会（前編）」 - Koi to suiri no kendō taikai (zenpen) | 6 ottobre 2018    |         |
| 916 | Heiji partecipa al torneo nazionale di kendo e arriva in semifinale. Durante la pausa pranzo Nukitani, l'arbitro, viene ucciso; un uomo anziano cieco assiste alla scena e dice il colpevole si è diretto in bagno dopo avere commesso l'omicidio. I sospettati sono tre e tutti avevano un movente per ucciderlo; Heiji deve risolvere il caso per evitare che il torneo venga cancellato. |                   |         |
| 917 | Il torneo di kendo dell'amore e dei misteri (seconda parte) 「恋と推理の剣道大会（後編）」 - Koi to suiri no kendō taikai (kōhen) | 13 ottobre 2018   |         |
| 917 | Sato e Takagi, dopo avere perquisito i tre sospettati, non trovano niente che possa essere l'arma del delitto. Conan e Heiji riescono a risolvere il caso, ma sia Heiji sia Okita, il suo rivale, non si presentano in tempo alle semifinali e quindi vengono eliminati dal torneo. |                   |         |
| 918 | Il grande inseguimento della mini pattuglia di polizia 「ミニパトポリス大追跡」 - Mini pato porisu dai tsuiseki | 27 ottobre 2018   |         |
| 918 | Mentre i Giovani Detective si trovano a una fiera del pesce Genta assiste a un furto di anguille da parte di due uomini, che però lo notano e lo rapiscono. Conan e gli altri, dopo averlo visto sulla macchina dei rapitori, incontrano Yumi e Miike e partono all'inseguimento. Grazie al distintivo dei detective di Genta riescono a localizzarlo e a fermare i rapitori che stavano vendendo illegalmente le anguille bianche. |                   |         |
| 919 | Il locale segreto delle tre liceali (prima parte) 「JKトリオ秘密のカフェ（前編）」 - JK torio himitsu no kafe (zenpen) | 3 novembre 2018   |         |
| 919 | Conan e Kogoro, dopo avere notato che Ran è stranamente felice, la seguono fino a quando la ragazza si reca presso un caffè per incontrarsi con Sonoko e Masumi. Le ragazze stanno pianificando di fare un viaggio a Kyoto. Nel mentre Saraie, uno dei camerieri, viene trovato morto nello spogliatoio, colpito da un grosso vaso. Il ristorante di Motosu, uno dei clienti, era stato criticato da Saraie sul suo blog. Isuzu, la camieriera, veniva corteggiata da Saraie, mentre Tamao, manager, era stata fidanzata con la vittima. Tutti e tre hanno un movente per l'omicidio, ma nessuno dei tre sembra averlo potuto commettere. |                   |         |
| 920 | Il locale segreto delle tre liceali (seconda parte) 「JKトリオ秘密のカフェ（後編）」 - JK torio himitsu no kafe (kōhen) | 10 novembre 2018  |         |
| 920 | Kogoro pensa che Motosu stia fingendo un infortunio per fare credere di non potere sollevare il vaso e lo accusa. Intanto Masumi riesce a capire il trucco utilizzato dall'assassino e cerca di confrontarsi con Conan, che però è stranamente silenzioso. Conan spiega a Masumi che sa già chi è il colpevole e il trucco che ha usato e che sta cercando di capire per quale motivo le ragazze vogliono andare a Kyoto. Masumi e Conan risolvono il caso e spiegano che l'omicida è Isuzu. Mentre tornano a casa Conan chiede alle ragazze quale sia il viaggio di cui stavano parlando e loro gli spiegano che devono andare a Kyoto in gita scolastica. |                   |         |
| 921 | Il viaggio omicida in macchina 「殺意のあいのり」 - Satsui no ainori | 17 novembre 2018  |         |
| 921 | La macchina noleggiata da Kogoro, Conan e Ran finisce la benzina, così i tre chiedono un passaggio ad alcuni studenti universitari che li accompagnano vicino a un supermercato. Doto, il loro professore che dormiva nella macchina, viene trovato morto da uno degli studenti. Megure pensa che sia stato un incidente, ma Conan sospetta che sia stato un omicidio. |                   |         |
| 922 | La scomparsa dei Giovani Detective 「消えた少年探偵団」 - Kieta shōnen tantei-dan | 24 novembre 2018  |         |
| 922 | Conan, Ai e i Giovani Detective trovano molte banconote da diecimila yen falsi e un telefono in un parco. Mentre Conan chiama Megure, gli altri seguono una donna che ha raccolto le banconote e il telefono, ma alla fine vengono catturati dalla donna. Conan riesce a contattare Ai grazie al distintivo dei detective e scopre che si trovano dentro un container. |                   |         |
| 923 | Una giornata senza Conan 「コナンのいない日」 - Konan no inai hi | 1º dicembre 2018  |         |
| 923 | Ai, Ayumi, Genta e Mitsuhiko trovano il corpo di un ricattatore seriale presso un cantiere. Conan è alle terme con Kogoro e viene a sapere del caso quando Mitsuhiko lo contatta. I Giovani Detective avevano visto un uomo alto e incappucciato entrare nel cantiere poco prima dell'omicidio. La polizia scopre che la vittima ricattava dieci uomini e una donna, ma tutti hanno un alibi. Conan fa notare che l'alibi della donna non è sicuro al 100%, così Mitsuhiko scopre che era lei che avevano visto vicino alla scena del crimine e dopo avere trovato l'arma del delitto riescono a farla confessare davanti alla polizia. |                   |         |
| 924 | Il sole che tramonta sul campo di mandarini 「みかん畑に陽は沈む」 - Mikanhatake ni hi wa shizumu | 8 dicembre 2018   |         |
| 924 | Conan, Ran e Sonoko si recano presso una fattoria per raccogliere la frutta. Mentre osservano il tramonto insieme al figlio del proprietario, il padre cade dalla macchina per portare la frutta e muore. Sembra essere stato un incidente, ma Conan scopre che è stata sua moglie e dopo avere addormentato Sonoko riesce a risolvere il caso. |                   |         |
| 925 | Il cinturino del cuore (prima parte) 「心のこもったストラップ（前編）」 - Kokoro no komotta sutorappu (zenpen) | 15 dicembre 2018  |         |
| 925 | Conan chiede ad Ai un antidoto per l'APTX4869 in modo da partecipare, nelle vesti di Shinichi, con Ran e i suoi compagni alla gita di classe, ma lei si rifiuta. Successivamente Ai scopre di avere perso il cinturino con il pupazzetto che raffigurava Higo, e sviene. I Giovani Detective, aiutati anche da Amuro, vanno così alla ricerca del cinturino scomparso. |                   |         |
| 926 | Il cinturino del cuore (seconda parte) 「心のこもったストラップ（後編）」 - Kokoro no komotta sutorappu (kōhen) | 22 dicembre 2018  |         |
| 926 | Conan, Ayumi, Genta, Mitsuiko e Amuro indagano sulla scomparsa del cinturino di Ai, pensando che sia stato rubato. Dopo varie peripezie Conan deduce che il vero cinturino era finito casualmente nel cappuccio di Genta e poi era caduto. Alla fine i ragazzi ritrovano l'oggetto sotto una macchina e lo riconsegnano ad Ai, ma lei si arrabbia quando scopre che l'occhio è stato ridisegnato, dato che quello vecchio si era rovinato. Conan chiede ad Ai se può ricambiargli il favore dandogli l'antidoto per poter andare in gita scolastica con Ran ma lei si oppone. |                   |         |
| 927 | La gita scolastica cremisi (parte scarlatta) [Speciale di un'ora] 「紅の修学旅行（鮮紅編）」 - Kurenai no shūgakuryokō (senkō-hen) | 5 gennaio 2019    |         |
| 927 | Shinichi riesce a convincere Ai a farsi dare gli antidoti e, nel suo corpo da liceale, partecipa alla gita di classe a Kyoto. Qui Sera incontra Shinichi nel suo vero corpo per la prima volta, confermando anche di sapere che lui e Conan sono la stessa persona. Anche Heiji è a Kyoto per controllare Shinichi. La gita viene interrotta però da alcuni omicidi. Shinichi, Sera e Heiji si mettono a indagare. |                   |         |
| 928 | La gita scolastica cremisi (parte dell'amore cremisi) [Speciale di un'ora] 「紅の修学旅行（恋紅編）」 - Kurenai no shūgakuryokō (koikurenai-hen) | 12 gennaio 2019   |         |
| 928 | I tre detective liceali riescono a scoprire chi è colpevole e a salvare l'ultima vittima. Shinichi, avendo visto Ran insieme a Soshi Okita, un giocatore di kendo, le chiede se si è dimenticata della confessione che le ha fatto a Londra; Ran allora lo bacia sulla guancia. In quel momento gli effetti dell'antidoto per l'APTX iniziano a svanire, per cui Shinichi è costretto ad allontanarsi e a ritornare Conan, aiutato anche da Heiji. Sera chiama Mary e le comunica che c'è una cura per le sue condizioni, ricevendo l'ordine di trovare l'antidoto. Ran invia un messaggio a Shinichi, chiedendogli se si stanno frequentando, a cui Shinichi risponde di sì. |                   |         |
| 929 | La ragazza alla finestra (prima parte) 「窓辺にたたずむ女（前編）」 - Madobe ni tatazumu onna (zenpen) | 2 febbraio 2019   |         |
| 929 | Dopo essersi fatta male cadendo, Ayumi diventa amica di una donna di nome Saki. Quando la presenta ai suoi amici, Conan nota che ci sono tre persone che la pedinano. Dopo averli seguiti scoprono che gli appartamenti dei tre sono tutti visibili dalla finestra della casa di Saki. Il giorno dopo Saki viene trovata morta, dopo essere caduta dal suo appartamento. |                   |         |
| 930 | La ragazza alla finestra (seconda parte) 「窓辺にたたずむ女（後編）」 - Madobe ni tatazumu onna (kōhen) | 9 febbraio 2019   |         |
| 930 | Conan pensa che Saki potesse ricattare uno dei tre e che quindi possa trattarsi di un omicidio, così li interroga insieme a Takagi. La signora Tatsuko era stata vista mentre rubava in un appartamento, ma ha un alibi; Tachibana era arrabbiato con Saki perché aveva scoperto che era pelato; Michiyo invece era un uomo che fingeva di essere una donna e Saki l'aveva visto. Conan scopre che Tatsuko aveva preparato un trucco per avere un alibi al momento della caduta di Saki, riesce così a farla confessare e a farla arrestare dalla polizia. |                   |         |
| 931 | Il tour dei misteri di Kyushu (parte di Kokura) 「北九州ミステリーツアー（小倉編）」 - Kitakyūshū misuterī tsuā (Kokura-hen) | 16 febbraio 2019  |         |
| 931 | Kogoro arriva insieme a Conan e Ran a Fukuoka per ricevere un premio. Scopre che Fukamachi, il presidente di una compagnia, che era stato il suo mentore quando lavorava in polizia, è caduto ed è in ospedale in stato di incoscienza. Kiriyama, il vicepresidente, lo assume per scoprire chi ha riempito di graffiti l'ufficio, dicendogli che sospetta di Torahiko, il figlio del presidente. |                   |         |
| 932 | Il tour dei misteri di Kyushu (parte di Moji) 「北九州ミステリーツアー（門司編）」 - Kitakyūshū misuterī tsuā (Moji-hen) | 23 febbraio 2019  |         |
| 932 | Ran, mentre sta visitando la città, incontra Torahiko. Dopo essere scappati dalla polizia, egli le spiega che è innocente e che sta investigando per scoprire chi ha spinto suo padre. Kogoro, convinto di avere capito chi è stato, convoca tutti, ma Conan lo addormenta e svela chi è davvero il colpevole. Dopo avere risolto il caso Kogoro viene premiato, ma scopre che la premiazione era una messinscena per scoprire chi fosse stato a spingere Fukamachi, che si era già svegliato ed era uscito dall'ospedale. |                   |         |
| 933 | Il rapimento del purosangue (prima parte) 「サラブレッド誘拐事件（前編）」 - Sarabureddo yūkai jiken (zenpen) | 9 marzo 2019      |         |
| 933 | Kogoro viene assunto da tre diversi clienti per fare lo stesso lavoro: proteggere il cavallo da corsa White Spirits. In seguito Kogoro si incontra con Tokuyoshi, il proprietario del cavallo, per spiegargli la situazione. Dopo avere sentito la storia anche Tokuyoshi lo assume per la stessa ragione. Il giorno dopo White Spirits viene trasportato all'interno di un camion per partecipare a una gara, ma, quando arriva, il cavallo è diverso. |                   |         |
| 934 | Il rapimento del purosangue (seconda parte) 「サラブレッド誘拐事件（後編）」 - Sarabureddo yūkai jiken (kōhen) | 16 marzo 2019     |         |
| 934 | Kogoro comincia a rassegnarsi quando i giornali accusano lui e la polizia di avere permesso che White Spirits venisse rapito. Conan decide così di indagare e riesce a scoprire che è stato Tokuyoshi a sostituire il cavallo, per ottenere i soldi della sua assicurazione, e che i tre clienti erano persone che lavoravano per lui, che lo sapevano e volevano impedire che succedesse. |                   |         |
| 935 | La chiromante e i tre clienti 「占い師と三人の客」 - Uranaishi to san'nin no kyaku | 23 marzo 2019     |         |
| 935 | Il corpo di una chiromante viene trovato nel suo ufficio. Nel suo computer c'è un documento con le parole: "Sono quasi stata uccisa di nuovo. Quale di loro è stato? E, K, o S?" I tre sospettati Shinsuke Kanawa, Fukami Endo e Ryoichi Sazanami hanno tutti un movente. |                   |         |